# Verbandsgemeinde Weilerbach
La comunità amministrativa di Weilerbach (Verbandsgemeinde Weilerbach) si trova nel circondario di Kaiserslautern nella Renania-Palatinato, in Germania.

## Comuni
Fanno parte della comunità amministrativa i seguenti comuni:
| Comune, città               | Sup. (km²) | Abitanti |
| --------------------------- | ---------- | -------- |
| Erzenhausen                 | 5,63       | 772      |
| Eulenbis                    | 3,97       | 506      |
| Kollweiler                  | 5,57       | 553      |
| Mackenbach                  | 3,53       | 2 087    |
| Reichenbach-Steegen         | 15,12      | 1 422    |
| Rodenbach                   | 13,74      | 3 246    |
| Schwedelbach                | 8,40       | 1 109    |
| Weilerbach                  | 16,00      | 4 818    |
| Verbandsgemeinde Weilerbach | 71,97      | 14 513   |

(Abitanti al 31 dicembre 2021)